# Lindenstraße

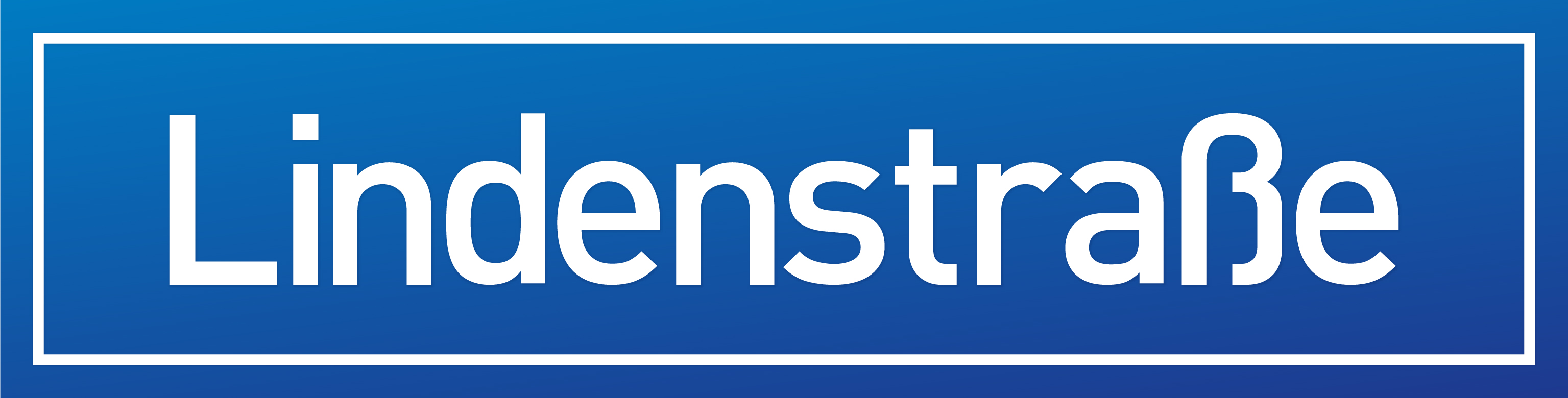
logo

Lindenstraße was de eerste en langstlopende Duitse soapserie. De serie werd van 1985 tot 2020 uitgezonden op ‘Duitsland 1’, door de omroep WDR. De serie groeide in de loop der jaren uit tot een cultserie, niet in de laatste plaats vanwege de maatschappelijke thema’s die in de serie werden verwerkt. Het personage Helga Beimer (ofwel ‘Mutter Beimer’, gespeeld door Marie-Luise Marjan) kreeg zelfs de bijnaam Mutter der Nation (moeder van de natie).

## Start
Vanaf 8 december 1985 werd de serie op de vroege zondagavond uitgezonden. Het idee voor een Duitse soap ontstond bij producent Hans W. Geissendörfer toen hij naar Londen ging om zijn vriendin te bezoeken. Bij aankomst had zij niet meteen tijd voor hem, want zij moest eerst nog Coronation Street kijken. En Geissendörfer keek noodgedwongen mee. 
De combinatie van een ouderwetse setting waarin actuele thema’s worden aangesneden intrigeerde hem. En er werd gebruik gemaakt van voor die tijd moderne productietechnieken. Dat, samen met zijn eigen jeugd in een flat, maakte het idee voor Die Lindenstraße.

## Plot

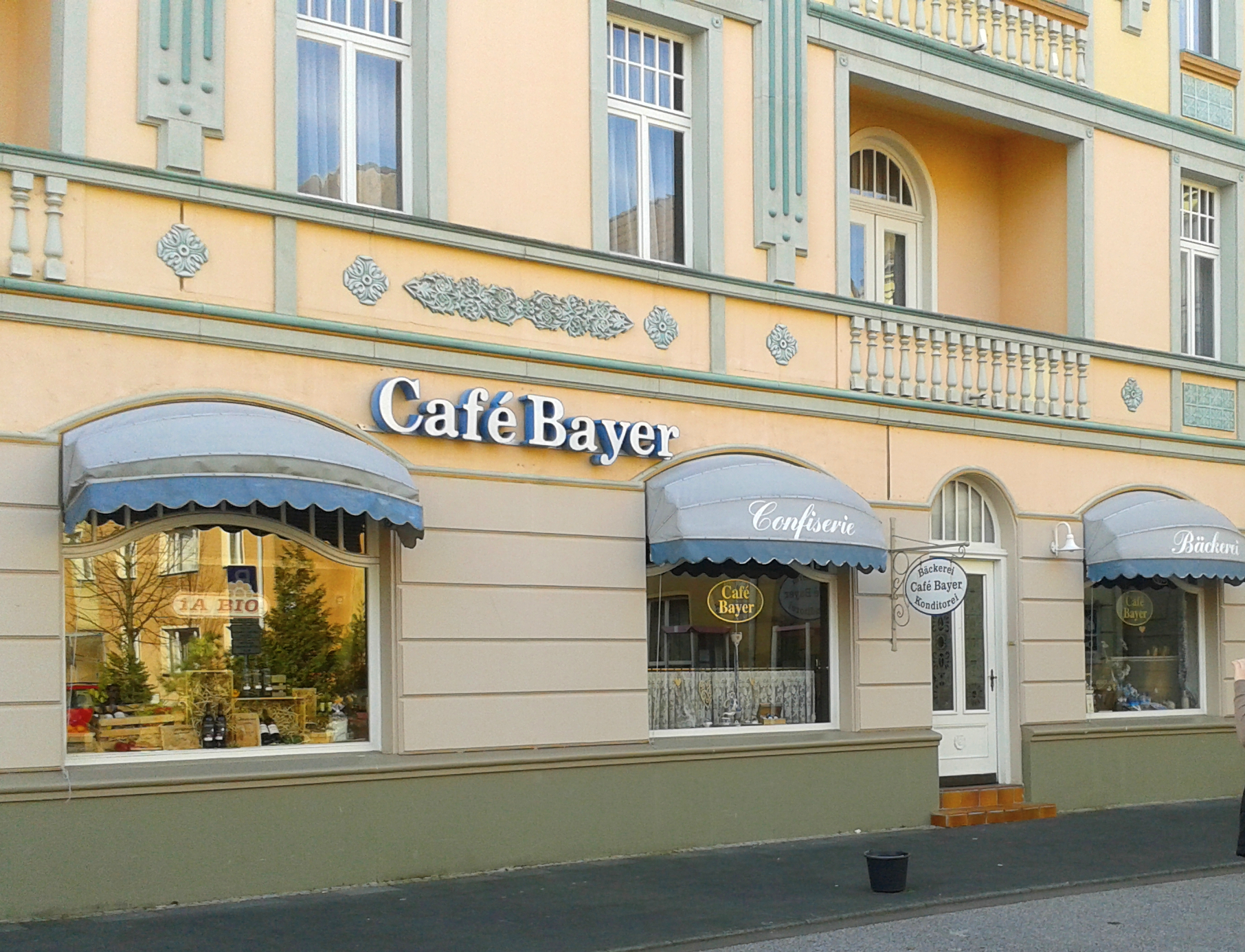
Café Bayer in de Kastanienstraße

De serie speelt in de Lindenstraat in München en volgt het wel en wee van de verschillende huishoudens in ‘Haus Nr. 3’, de vier verdiepingen tellende flat aan Lindenstraße nummer drie. Voor wie goed oplet, ziet dat in het decor de flat een verdieping te laag was.
Ook andere bewoners in de straat en de aangrenzende Kastanienstraße en Ulrike-Böss-Straße (vroeger Gärtnerstraße, in 2003 vernoemd naar een overleden decorbouwster van de serie) worden gevolgd. Er zijn twee café’s, een biologische winkel, huisartsenpraktijk, kapperszaak, supermarkt en een kantoorruimte (lang het reisbureau van Helga Beimer en haar tweede man Erich Schiller, later een start-up) waar natuurlijk ook van alles speelt.
De serie onderscheidde zich door sterk realistisch en maatschappijkritisch drama, zonder enig spoor van gemoraliseer. Werkloosheid, milieuproblemen, huislijk geweld, genderissues en andere zaken kwamen langs in de serie. In de straat 'woonde' een dakloze en er speelden mensen met een beperking mee. Zowel sympathieke personages als rasechte nazi’s werden als complete, complexe mensen geportretteerd.
Hoewel de serie speelde in München, werd het geheel opgenomen in Keulen. De hele straat was een 150 meter lang decor dat op het studioterrein van de WDR was opgebouwd. De Kastanienstraße staat dwars op de Lindenstraße. Het decor van die straat diende als geluidswal om het geluid van de nabij gelegen autosnelweg te dempen.

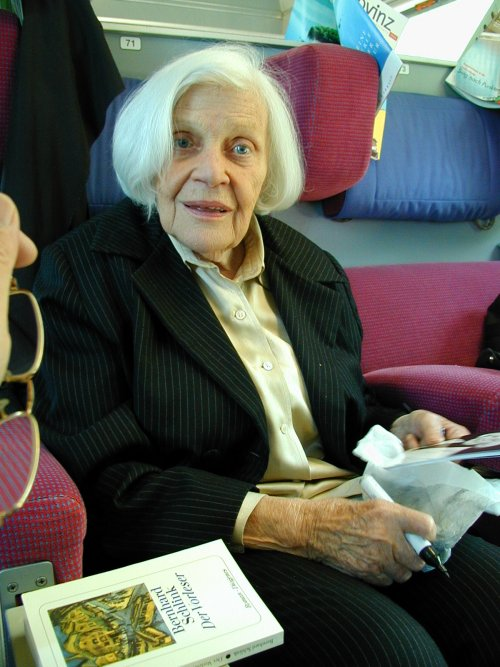
Annemarie Wendl speelde tot haar 90e de rol van Else Kling

De keuken van Helga Beimer en de (buiten-)lichtreklame van het restaurant Akropolis zijn opgenomen in het museum Haus der Geschichte in Bonn. 
Eerder al werd de keuken van personage Else Kling (de beroemd beruchte huismeesteres) en haar gebloemde jasschort opgenomen in het Technisches Museum in Speyer.
Een aantal personages/acteurs hebben van de eerste tot de laatste aflevering in de serie gespeeld: Gabriele ‘Gabi’ Zenker (Andrea Spatzek), Helga Beimer (Marie-Luise Marjan), Klaus Beimer (Moritz A. Sachs), Vasily Sarikakis (Hermes Hodolides) en Tanja Schildknecht (Sybille Waury, vanaf aflevering 2).

## Einde
In november 2018 werd bekend dat de serie zou eindigen. Het contract voor de serie werd niet opnieuw verlengd vanwege bezuinigingen en teruglopende kijkcijfers. Keken in het verleden wel 10 miljoen mensen naar de serie, keken de laatste jaren nog zo'n 2 miljoen kijkers.
Op 29 maart 2020 werd de laatste aflevering uitgezonden. In totaal zijn er 1758 afleveringen gemaakt in 34 jaren. In al die jaren werden 21 kinderen geboren in de serie. Er stierven 56 bewoners en werd er 37 keer getrouwd. 